# Méta-analyse
Pour les articles homonymes, voir Analyse.
Ne doit pas être confondu avec métanalyse.

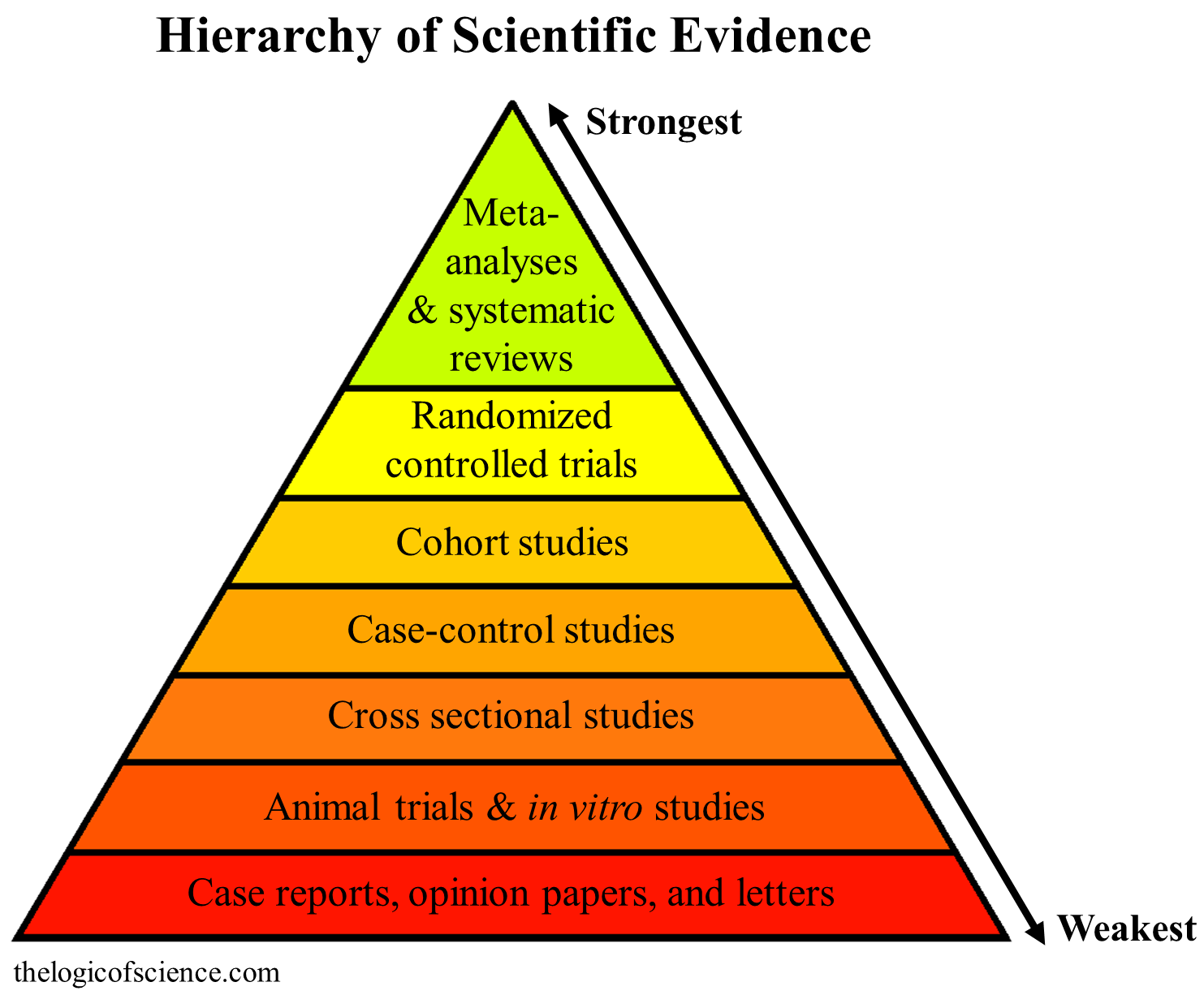
Une méta-analyse est considérée comme le type de publication scientifique ayant le plus haut niveau de preuve.

Une méta-analyse est une méthode scientifique systématique combinant les résultats d'une série d'études indépendantes sur un problème donné, selon un protocole reproductible. Plus spécifiquement, il s'agit d'une synthèse statistique des études incluses dans une revue systématique. La méta-analyse permet une analyse plus précise des données par l'augmentation du nombre de cas étudiés et de tirer une conclusion globale. 
La méta-analyse fait partie des méthodes d'analyse dites secondaires en ce sens qu'elles s'appuient sur la ré-exploitation de données existantes. Pour certains, les enjeux sont de produire des connaissances nouvelles en prenant appui sur des connaissances existantes, ce qui réduit le temps et le coût de la recherche ; pour d'autres, les enjeux portent plus sur une réinterprétation voire un contrôle des connaissances existantes.
Il est possible de distinguer les méta-analyses selon deux critères, : 
- en fonction du type de variable : quantitative (agrégation d'études quantitatives) ou qualitative (agrégation d'études qualitatives) ;
- en fonction du matériau traité : sur données résumées (informations globales sur un ensemble d'individus) ou sur données individuelles (par individu).

Ces méta-analyses peuvent néanmoins elles-mêmes être sujettes à des biais de notification, le plus connu étant le biais de publication, appelé effet tiroir lorsqu'il concerne des chercheurs pouvant avoir moins tendance à publier une étude concluant à une absence de résultat. D'autres biais peuvent venir de l'usage des données résumées.

## Historique
La première méta-analyse statistique fut effectuée en 1904 par Karl Pearson afin d'essayer de surmonter le problème de puissance statistique réduite dans les études d'échantillons de petites tailles.
Il faut attendre 1955 pour voir l'édition de la première méta-analyse d'un traitement médical par Henry K. Beecher (en) et le début de sa large utilisation dans les études cliniques. Dans les années 1970, à partir des travaux de Glass, Schmidt et Hunter, des techniques analytiques plus sophistiquées voient le jour.
Le terme « méta-analyse », dans son sens statistique, est utilisé pour la première fois par Gene V. Glass (en) en 1976.
Si la méta-analyse a longtemps été concentrée sur des analyses de nature exclusivement statistique, on peut considérer que les méta-analyses qualitatives se sont déployées à partir de 1994.

## Méta-analyse qualitative et méta-analyse quantitative
La méta-analyse quantitative est largement utilisée en médecine pour l'interprétation globale d'études cliniques parfois contradictoires. Elle permet aussi de détecter les biais de méthode des études analysées. 
La méta-analyse qualitative ne doit pas être confondue :
- avec l'approche qualitative d'une méta-analyse quantitative. Cette dernière consiste à accorder une importance différente aux diverses études en fonction de leur qualité méthodologique[12] ;
- avec les revues systématiques[13].